# 呂婆樓
吕婆楼（?—?），五胡十六國时代略阳（今甘肃天水）人，氐族，在前秦朝廷为官，和苻坚交游，辅助苻坚杀死皇帝苻生夺位。苻坚以吕婆楼为司隶校尉，后向苻坚推荐王猛，在王猛的辅佐下，前秦统一了北方。淝水之战后，吕婆楼的儿子吕光正在西征西域，遂割据凉州建立后凉。追尊吕婆楼为景昭王。另有子吕宝、吕延、吕方。